# Savona (tỉnh)
Tỉnh Savona (tiếng Ý: Provincia di Savona; Ligurian: Pruvinsa de Sann-a) là một tỉnh ở vùng Liguria của Ý. Tỉnh lỵ là thành phố Savona.
Tỉnh này có diện tích 1.545 km², tổng dân số là 284.238 (2007). Có 69 đô thị ở trong tỉnh này ( Lưu trữ ngày 7 tháng 8 năm 2007 tại Wayback Machine). Tại thời điểm ngày 31 tháng 5 năm 2005, các đô thị chính xếp theo dân số là:
| Đô thị                  | Dân số |
| ----------------------- | ------ |
| Savona                  | 61.735 |
| Albenga                 | 23.470 |
| Varazze                 | 13.852 |
| Cairo Montenotte        | 13.463 |
| Finale Ligure           | 11.810 |
| Loano                   | 11.424 |
| Alassio                 | 11.225 |
| Albisola Superiore      | 10.791 |
| Pietra Ligure           | 9.069  |
| Vado Ligure             | 8.288  |
| Quiliano                | 7.245  |
| Andora                  | 7.126  |
| Ceriale                 | 5.730  |
| Carcare                 | 5.696  |
| Albissola Marina        | 5.681  |
| Celle Ligure            | 5.454  |
| Borghetto Santo Spirito | 5.364  |